# Дакотские языки
Дакотские языки — группа близкородственных языков сиуанской семьи. Распространены в США и Канаде.
Включают три языка:
- язык сиу (дакота) с наречиями санти-сиссетон, янктон-янктонаи, тетон (лакота)
- ассинибойн — 150—200 человек, в Саскачеване и Монтане
- стони ([Isga Iʔabi]) — 1—1,5 тыс. человек в южной и центральной Альберте

Самоназвания всех трёх языков образованы от одного слова с разницей в рефлексах одного прадакотского звука *R. Ранее считалось, что эта группа состоит из одного языка, включающего 3 диалекта в соответствии с этими рефлексами:
- дакота (= санти-сиссетон и янктон),
- лакота (= тетон)
- накода (ассинибойн, стони и янктонаи).

Однако недавние исследования показали, что, с одной стороны, наречия санти-сиссетон, янктон-янктонаи и тетон действительно взаимопонимаемы и относятся к одному языку, с другой — ассинибойн и стони оказались двумя отдельными языками. Более того, янктон-янктонаи никогда не называют себя Nakhóta, но используют тот же рефлекс, что и санти — Dakhóta [ɖakhóta].